# 黃仁植
黄仁植（1940年9月13日—），韩国演员，韓式合气道七段、跆拳道六段高手，同时为教授韓國合气道的导师，曾经在香港的武打电影中演出过，知名度较高的包括李小龙的《猛龙过江》、成龙的《师弟出马》和茅瑛的《韓式合氣道》。他被国际日本合气道联合会颁授黑带10道。

## 生平
黄仁植于1940年9月13日出生在朝鮮平安南道顺川市，孩童时期移居汉城。他曾经学习唐手道，其后在13岁开始改为学习韓式合气道。黄氏师承崔龙述，由于表现出众，黄在16岁时获得黑带评级（韓式合气道中最高评级），1976年更被大韩民国韓式合气道协会任命为首席讲师。
1972年，电影人黄枫带同电影明星洪金宝、成龙、茅瑛等艺人到首尔寻找拍摄地点，从中发掘到黄，并接受了四个半月的训练。黄仁植在这段时候练得一套标志性的踢腿技巧，让许多人印象深刻。他随后于1976年举家移民到加拿大，在多伦多开了一家餐厅，消失于观众的视野当中，直到现在。
黄于1976年移居加拿大后，在多伦多丹佛斯开创了韓式合气道的道场，在那里开班授课。

## 演出作品
- 《猛龙过江》 (1972)
- 《麒麟掌》 (1972)
- 《合氣道》 (1972)
- 《黑夜怪客》 (1973)
- 《跆拳震九州》 (1973)
- 《黄飞鸿少林拳》 (1974)
- 《铁金刚大破紫阳观》 (1974)
- 《艳窟神探》 (1974)
- 《中泰拳坛生死战》 (1974)
- 《李小龙传奇》 (1977)
- 《死亡游戏》 (1978)
- 《师弟出马》 (1980)
- 《龙少爷》 (1982)
- 《虎鹰》 (1983)
- 《Dragons Never Die》 (1986)
- 《Bruce Lee and Kung Fu Mania》 (1992)
- 《李小龙：勇士的旅程》 (2000)

## 外部連結
- 黃仁植在互联网电影资料库（IMDb）上的資料（英文）
- 黃仁植在香港影庫上的簡介